# جوردان فارمر

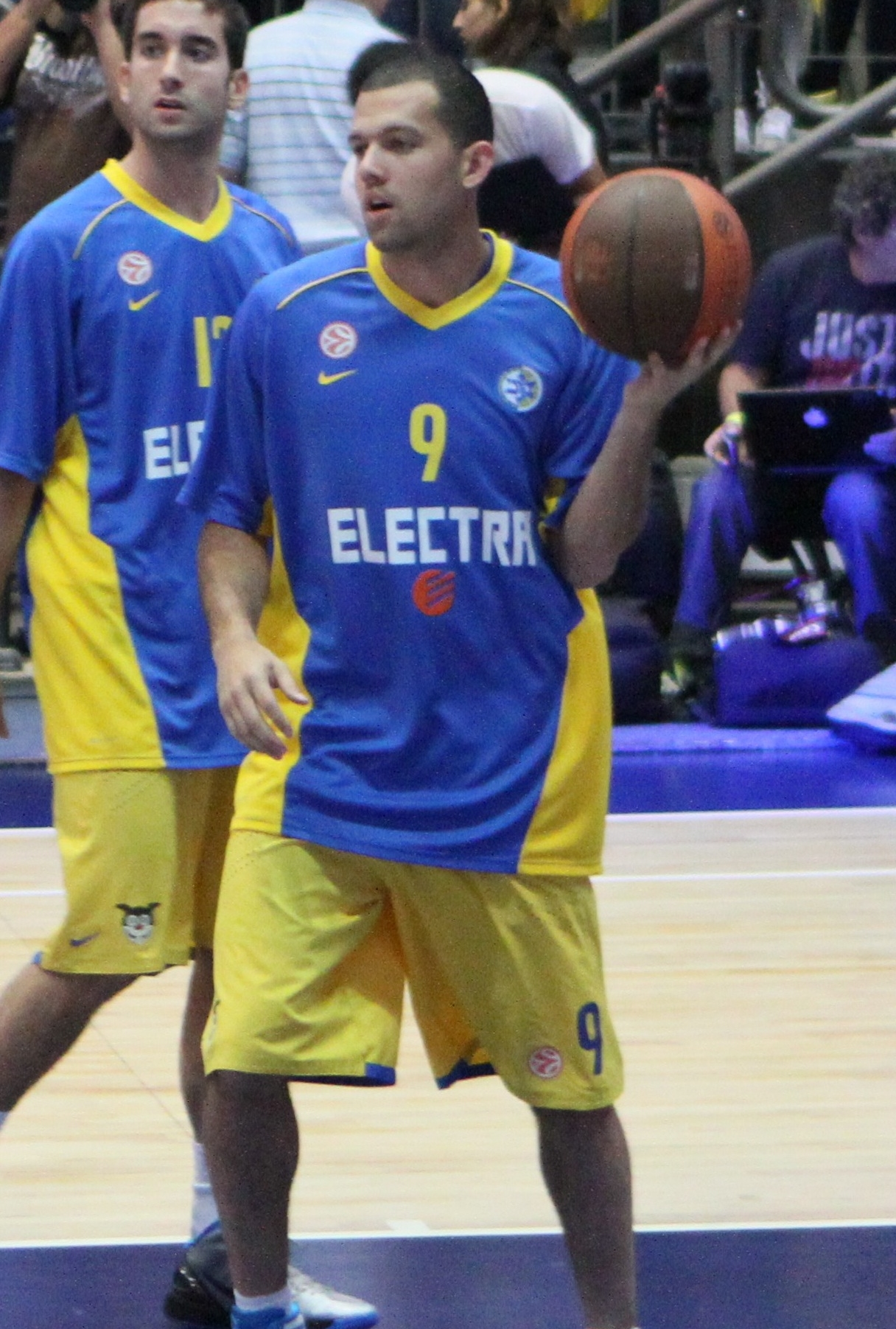

جوردون روبرت فارمر (بالإنجليزيه:Jordan Farmar) لاعب كرة سلة يهودي أمريكي من أصل أفريقي ولد (30 نوفمبر 1986) يلعب لفريق لوس أنجلوس لايكرز من موسم 2006 حتى الآن حقق دوري الرابطة الوطنية لكرة السلة مع لوس أنجلوس لايكرز عام 2009.

## وصلات خارجية
- جوردان فارمر على موقع الدوري الأوروبي لكرة السلة (الإنجليزية)
- جوردان فارمر على موقع إن بي أي (الإنجليزية)
- جوردان فارمر على موقع سبورتس رفرنس (الإنجليزية)
- جوردان فارمر على موقع كرة السلة الأوروبية.كوم (الإنجليزية)
- جوردان فارمر على موقع إي إس بي إن.كوم (الإنجليزية)
- جوردان فارمر على موقع كلية كرة السلة في سبورتس رفرنس.كوم (الإنجليزية)
- جوردان فارمر على موقع ريلجم (الإنجليزية)
- جوردان فارمر على موقع بروبوليرز (الإنجليزية)
- جوردان فارمر على موقع سبورتس رفرنس (الإنجليزية)
- جوردان فارمر على موقع سبورتس رفرنس (الإنجليزية)